# Gradi della corte del Giappone
I gradi della corte del Giappone, noti in giapponese anche come 位階 (ikai?), sono indicazioni del rango a corte di un individuo in Giappone basate sul sistema dello stato. L'ikai come sistema è stato originariamente utilizzato nel sistema Ritsuryō, che era il sistema di amministrazione politica utilizzato nell'antica Cina, e l'indicazione del rango dei burocrati e dei funzionari nei Paesi che hanno ereditato (sistema di classi).
Attualmente, i gradi e i titoli di corte giapponesi sono una delle tipologie di onorificenze conferite a coloro che hanno ricoperto incarichi di governo per lungo tempo e a coloro che si sono distinti per i risultati ottenuti. Negli ultimi tempi, la maggior parte delle nomine, se non tutte, sono offerte postume. Un recente destinatario di tale grado di corte è il defunto ex primo ministro Shinzo Abe, che l'8 luglio 2022 ha ricevuto il primo grado junior 従一位 ("ju ichi-i"?).

## Ranghi della corte

### Ranghi superiori
| Traduzione in italiano | Testo giapponese | Testo in rōmaji | Destinatari selezionati |
| ---------------------- | ---------------- | --------------- | --- |
| Primo grado senior     | 正一位           | shō ichi-i      | Fujiwara no Fuhito (720), Sugawara no Michizane (993), Tokugawa Ieyasu (1617), Lady Saigō (1628), Tokugawa Hidetada (1632), Tokugawa Iemitsu (1651), Kusunoki Masashige (1880), Nitta Yoshisada (1882), Shimazu Nariakira (1901), Konoe Tadahiro (1904), Toyotomi Hideyoshi (1915), Oda Nobunaga (1917, l'ultimo destinatario) |
| Primo grado junior     | 従一位           | ju ichi-i       | Isonokami no Maro (717), Taira no Kiyomori (1167), Ōmandokoro (1585), Kōdai-in (1588), Maeda Toshiie (1599), Oeyo (1626), Takatsukasa Nobuko (moglie dello shōgun Tokugawa Tsunayoshi) (1702), Keisho-in (madre dello shōgun Tokugawa Tsunayoshi) (1702), Iso no Miya Tomoko (moglie dello shōgun Tokugawa Ieharu (1783), Shimazu no Shigehime (moglie di Tokugawa Ienari) (1792), Shimazu Hisamitsu (1887), Tokugawa Yoshinobu (1888), Ōkubo Toshimichi (1901), Tōgō Heihachirō (1934), Shigeru Yoshida (1967), Eisaku Satō (1975), Yasuhiro Nakasone (2019), Shinzo Abe (2022) |
| Secondo grado senior   | 正二位           | shō ni-i        | Minamoto no Yoritomo (1189), Toyotomi Hideyori (1602), Konoe Tadahiro (1824), Nogi Maresuke (1916), Ryūtarō Hashimoto (2006) |
| Secondo grado junior   | 従二位           | ju ni-i         | Hōjō Masako (1218), Taira no Tokiko (12th-century), Toyotomi Hidenaga (1587), Tokugawa Muneharu (1839), Lady Kasuga (1628), Uesugi Kenshin (1908), Date Masamune (1918), Mori Ōgai (1922), Hideki Yukawa (1981) |
| Terzo grado senior     | 正三位           | shō san-mi      | Kenkichi Yabashi (1927), Isoroku Yamamoto (1943), Kōnosuke Matsushita (1989), Sōichirō Honda (1991), Akio Morita (1999) |
| Terzo grado junior     | 従三位           | ju san-mi       | Asa no Miya Akiko (1658), Tenshō-in (1858), Katō Kiyomasa (1910), Akira Kurosawa (1998), Hisaya Morishige (2009), Isuzu Yamada (2012), Ken Takakura (2014), Donald Keene (2019) |

### Quarto Rango
| Traduzione in italiano               | Testo giapponese | Testo in rōmaji | Note                      |
| ------------------------------------ | ---------------- | --------------- | ------------------------- |
| Quarto rango senior, grado superiore | 正四位上         | shō shi-i no jō |                           |
| Quarto rango senior, grado inferiore | 正四位下         | shō shi-i no ge | Matsunaga Hisahide (1561) |
| Quarto rango junior, grado superiore | 従四位上         | ju shi-i no jō  |                           |
| Quarto rango junior, grado inferiore | 従四位下         | ju shi-i no ge  | Taira no Tadamori         |

### Quinto Rango
| Traduzione in italiano               | Testo giapponese | Testo in rōmaji | Note                                        |
| ------------------------------------ | ---------------- | --------------- | ------------------------------------------- |
| Quinto rango senior, grado superiore | 正五位上         | shō go-i no jō  |                                             |
| Quinto rango senior, grado inferiore | 正五位下         | shō go-i no ge  | Kusunoki Masashige                          |
| Quinto rango junior, grado superiore | 従五位上         | ju go-i no jō   | Sanada Nobuyuki (1591), Yamakawa Futaba     |
| Quinto rango junior, grado inferiore | 従五位下         | ju go-i no ge   | Hōjō Ujinao (1575), Hayashi Narinaga (1588) |

### Sesto Rango
| Traduzione in italiano              | Testo giapponese | Testo in rōmaji  | Note               |
| ----------------------------------- | ---------------- | ---------------- | ------------------ |
| Sesto rango senior, grado superiore | 正六位上         | shō roku-i no jō | Kōrō Sasaki (1978) |
| Sesto rango senior, grado inferiore | 正六位下         | shō roku-i no ge |                    |
| Sesto rango junior, grado superiore | 従六位上         | ju roku-i no jō  |                    |
| Sesto rango junior, grado inferiore | 従六位下         | ju roku-i no ge  |                    |

### Settimo Rango
| Traduzione in italiano                | Testo giapponese | Testo in rōmaji    | Note |
| ------------------------------------- | ---------------- | ------------------ | ---- |
| Settimo rango senior, grado superiore | 正七位上         | shō shichi-i no jō |      |
| Settimo rango senior, grado inferiore | 正七位下         | shō shichi-i no ge |      |
| Settimo rango junior, grado superiore | 従七位上         | ju shichi-i no jō  |      |
| Settimo rango junior, grado inferiore | 従七位下         | ju shichi-i no ge  |      |

### Ottavo Rango
| Traduzione in italiano                | Testo giapponese | Testo in rōmaji   | Note |
| ------------------------------------- | ---------------- | ----------------- | ---- |
| Ottavo rango senior, grado superiore  | 正八位上         | shō hachi-i no jō |      |
| Ottavo rango senior, grado inferiore  | 正八位下         | shō hachi-i no ge |      |
| Ottavoo rango junior, grado superiore | 従八位上         | ju hachi-i no jō  |      |
| Ottavo rango junior, grado inferiore  | 従八位下         | ju hachi-i no ge  |      |

### Rango Iniziale
| Traduzione in italiano                   | Testo giapponese | Testo in rōmaji | Note |
| ---------------------------------------- | ---------------- | --------------- | ---- |
| Grado iniziale maggiore, grado superiore | 大初位上         | dai sho-i no jō |      |
| Grado iniziale maggiore, grado inferiore | 大初位下         | dai sho-i no ge |      |
| Grado iniziale minore, grado superiore   | 少初位上         | shō sho-i no jō |      |
| Grado iniziale minore, grado inferiore   | 少初位下         | shō sho-i no ge |      |

## Posizioni a corte
- Consigliere (参議, sangi)
- Tenente della Divisione destra delle Guardie del Palazzo interno (右近衛将監, ukon'e no shōgen)
- Tenente della Divisione sinistra delle Guardie del Palazzo interno (左近衛将監, sakon'e no shōgen)
- Ciambellano (蔵人, kurōdo)[4]
- Assistente provvisorio del Maestro della Guardia Militare Sinistra (左兵衛権佐, sahyō'e gon no suke)
- Assistente del Ciambellano (次侍従, ji-jijū)
- Capitano minore provvisorio della Divisione sinistra delle Guardie del Palazzo interno (左近衛権少将, sakon'e gon no shōshō)
- Capitano della Divisione di destra dell'Ufficio dei cavalli (右馬頭, migi no uma no kami)
- Capitano medio provvisorio della Divisione destra delle Guardie del Palazzo interno (右近衛権中将, ukon'e no gon no chūjō)
- Governatore provvisorio (権守, gon no kami)
- Capo Ciambellano (蔵人頭, kurōdo no tō, o kurōdo no kami)
- Assistente del capo delle guardie militari di sinistra (左兵衛佐, sahyōe no suke)
- Consigliere anziano (大納言, dainagon)
- Consigliere superiore provvisorio (権大納言, gon-dainagon)
- Controllore di sinistra (左大弁, sadaiben)
- Tutore o lettore imperiale (侍読, jidoku)
- Assistente di palazzo (中宮亮, chūgū-no-suke)
- Grande Imperatrice (皇太后, kōtaigō)

## Titoli ereditari
- Mahito (真人)
- Ason (朝臣)
- Sukune (宿禰)
- Imiki (忌寸)
- Michinoshi (道師)
- Omi (臣)
- Muraji (連)
- Inagi (稲置)
- Tomo no Miyatsuko (伴造)
- Momoamariyaso no Tomo (百八十部)
- Kuni no miyatsuko (国造)
- Agatanushi (県主)